# Colanthura
Colanthura es un género de isópodos de la familia Paranthuridae.

## Especies
- Colanthura bruscai Poore, 1984
- Colanthura daguilarensis Bamber, 2000
- Colanthura gabinae Jarquín-Martínez & García-Madrigal, 2021
- Colanthura gauguini Müller, 1993
- Colanthura gerungi Annisaqois & Wägele, 2021
- Colanthura kensleyi Poore, 1984
- Colanthura nigra Nunomura, 1975
- Colanthura ornata Carvacho, 1977
- Colanthura pigmentata Kensley, 1980
- Colanthura setouchiensis Nunomura, 1993
- Colanthura tenuis Richardson, 1902
- Colanthura uncinata Kensley, 1978